# Arrondissement de Sindia
Das Arrondissement de Sindia ist eines von den drei Arrondissements, in die das Département Mbour als Teil der Region Thiès gegliedert ist. Das Arrondissement umfasst acht Gemeinden (Communes). Die Präfektur des Arrondissements liegt in Sindia.

## Geografie
Das Arrondissement liegt an der Petite-Côte und an der Ostgrenze zur Metropolregion Dakar, umfasst den Westen des Départements mit Ausnahme der Großstadt Mbour und hat eine Fläche von 647,551 km².

## Bevölkerung
Die letzte Volkszählung ergab für das Arrondissement folgende Einwohnerzahlen:
| Commune            | Fläche km² | Einwohner 2023 |
| Sindia             | 246,000    | 57.056         |
| Malicounda         | 172,000    | 117.590        |
| Diass              | 187,600    | 41.433         |
| Nguékhokh          | 12,230     | 47.964         |
| Saly Portudal      | 14,290     | 41.811         |
| Ngaparou           | 5,096      | 13.744         |
| Somone             | 5,362      | 8.762          |
| Popenguine-Ndayane | 4,973      | 12.743         |
| Arrondissement     | 647,551    | 341.103        |